# Уманец, Лев Игнатьевич
Лев Игнатьевич Уманец (1858 или 1859 — не ранее 1912) — русский поэт, прозаик, драматург, журналист, переводчик. Внёс заметный вклад в русский поэтический перевод.

## Творчество
Автор водевилей, рассказов, романов, ряда книг детских стихов (в основном, переводных), популярных биографических и исторических сочинений.

### Поэзия
Сборник «„Мечты“ и „Песни“» (совместно с К. М. Мазуриным) (1887)
Цикл «Песни»:
1. «В чаду любви не забывай совета…»
2. «Когда с тобой несемся мы по лону…»
3. «Notturno»
4. «Колыбельная песня»
5. «Не плачь, не плачь! Напрасны эти стоны…»
6. «В ночной тиши…»
7. «Любила ты…»
8. «Шумит волна..»
9. «На поляны тьма ложится…»
10. «Поверь ты мне, цветок роскошный мая…»
11. «Да, ты не избегла соблазнов людских…»
12. «Дорогая, скорей приходи!..»
13. «Я помню беседы…»
14. «Приди среди моих мучений…»
15. «Ты явилась в миг нежданный…»
16. «Пошли вам Бог…»
17. «Прежние мученья…»
18. «Осень»
19. Из Гейне «На севере диком, на круче бесплодной…»

### Проза
- «Окрестности Москвы. Справочная книга. Спутник дачника, велосипедиста, фотографа». М., в соавт. 1902.
- «Тушинский вор» : Исторический роман из времен смутного лихолетия в 4 частях. 1904

### Драматургия
- «Нерон»: Литературная оперетка : В 3 д. М., в соавт. 1888

### Переводы
- «Рим» : (роман) Э. Золя. Москва : Тип. т-ва И. Д. Сытина , 1906
- «Ворон», «Человек, в котором не осталось ни одного живого места», «Письма с воздушного корабля „Жаворонок“», «Страшные рассказы» и «Мистификация». Эдгар Аллан По, 1908
- «Необыкновенные рассказы и избранные стихотворения». Эдгар Аллан По. Типография Т-ва И. Д. Сытина в Москве. 1908.
- «Жизнь на реке Миссисипи» (1907) и «Принц и нищий» (1909) Марка Твена.
- «Женщина с моря» (Наяда): Рассказ, сотканный из лунного света. Герберта Уэллса (1909).

Именем Льва Уманца подписаны две важные для истории перевода книги: «Современные армянские поэты. Биографии и стихотворения» (Ованес Ованесян, Ованес Туманян, Александр Цатурян, Левон Мануэльян, Аветик Исаакян). Пер. Бальмонта и др. Под ред. Льва Уманца и Аракела Дервиш. (М., 1903). Переводил с армянского также стихи Рафаэла Патканяна, Гевонда Алишана, Петроса Дуряна, Иоаннеса Иоаннисяна, Мкртича Пешикташляна, Смбата Шах-Азиза, Леренца (наст. имя А. Назарбекян), европейских поэтов: Томаса Мура и др.